# Sichelmäher

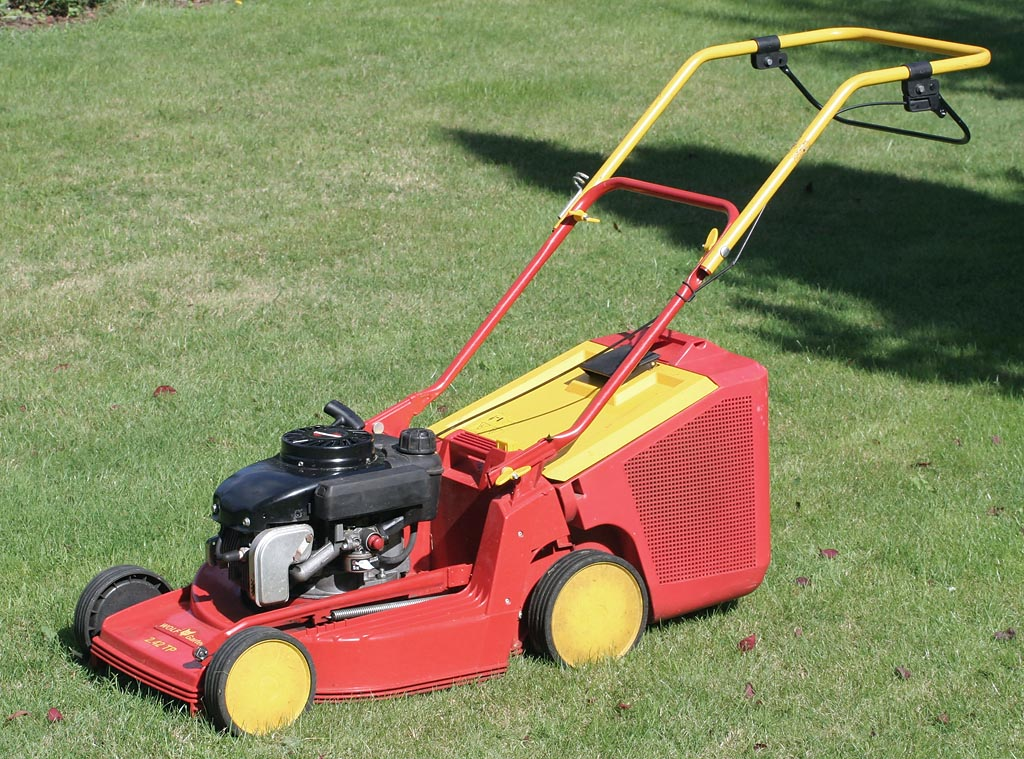
Benzin-Sichelmäher mit Grasfangkorb

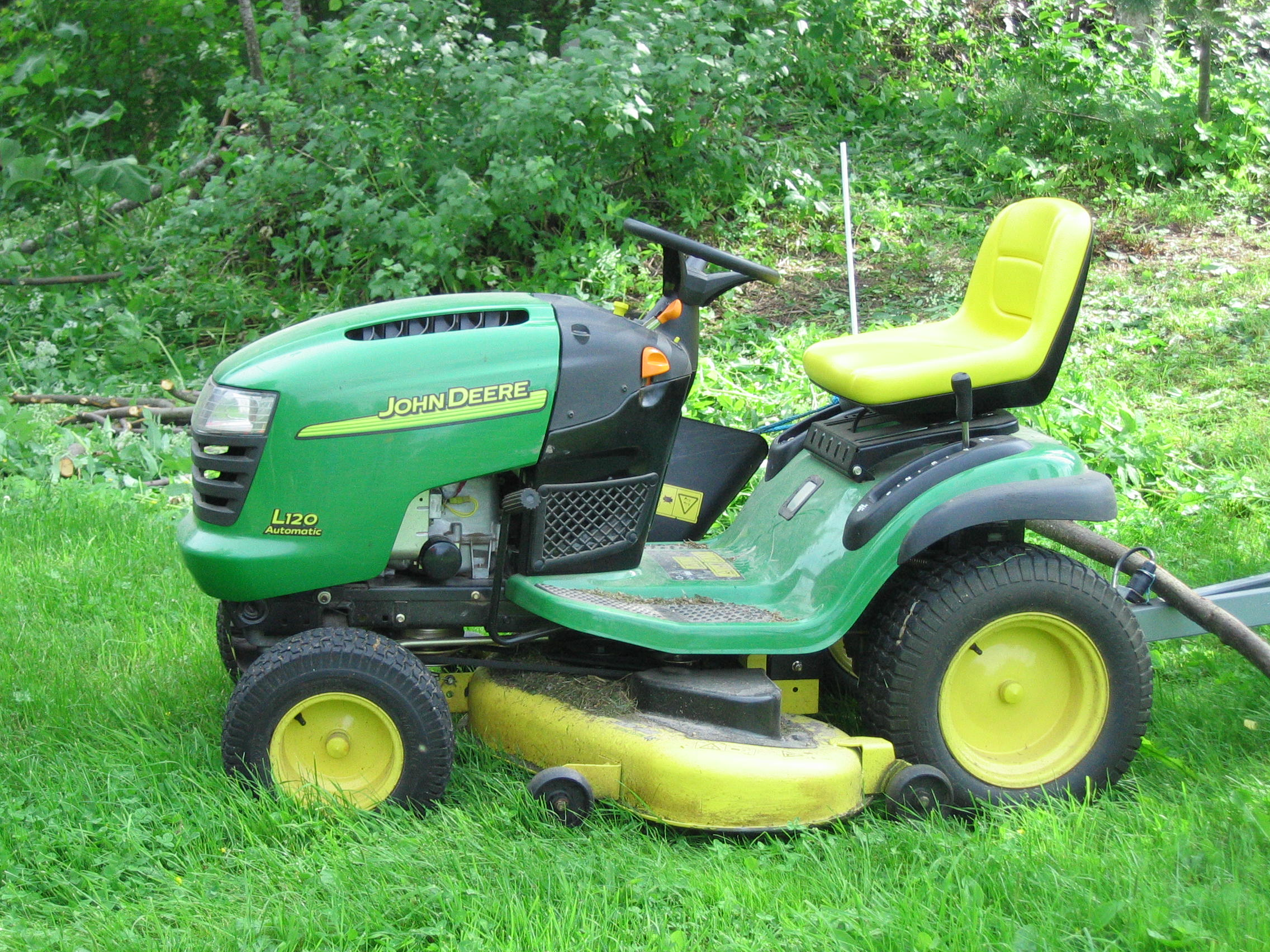
3fach-Sichel-Rasentraktor mit Benzinmotor

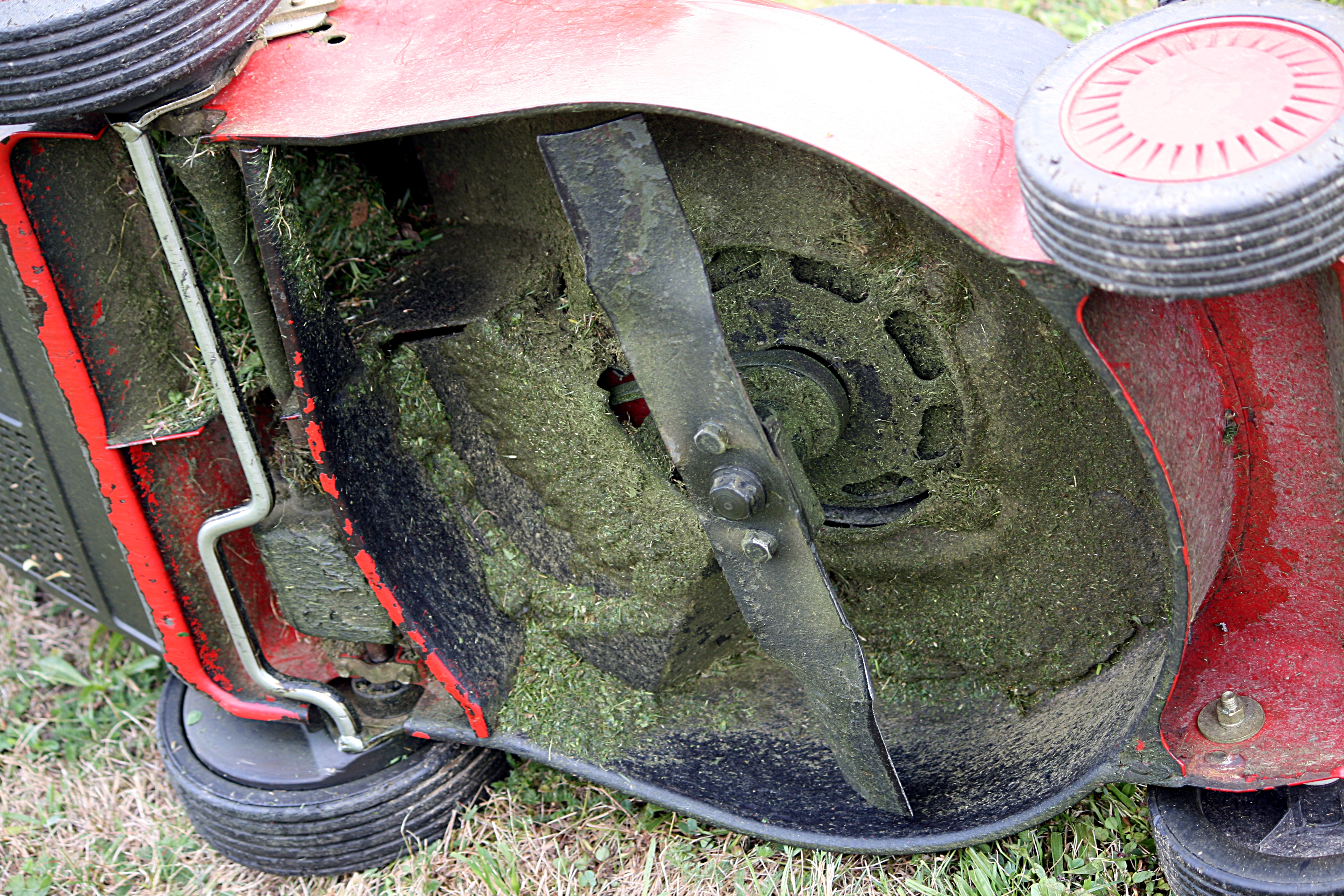
Unterseite eines elektrischen Sichelmähers mit deutlich sichtbarem Messerbalken

Ein Sichelmäher ist ein Rasenmäher, bei dem ein mit hoher Geschwindigkeit rotierendes, horizontal angebrachtes Messer die Grashalme abschlägt, ähnlich der Arbeitsweise einer Sichel. Sichelmäher können handgeführte Geräte sein, auch arbeiten viele selbstfahrende Rasentraktoren und Aufsitzmäher nach diesem Prinzip; Sichelmähwerke gibt es ebenso als Anbaugerät z. B. für Kommunalfahrzeuge.

## Funktionsweise
In einem glockenförmigen, unten offenen Gehäuse rotieren ein oder mehrere, von einem Benzin- oder Elektromotor angetriebene Messerbalken mit senkrechter Drehachse und hoher Drehzahl. Die äußeren Enden der Messerbalken haben (mit Ausnahme der Luftkissenmäher) einen gewissen aerodynamischen Anstellwinkel, ähnlich dem einer Luftschraube, wodurch ein Luftstrom von dem Schnittgut nach oben ins Gehäuse erzeugt wird. Dieser richtet das Gras vor dem Schnitt auf. Die Halme werden durch die mit großer Umfangsgeschwindigkeit umlaufenden Schneiden abgeschlagen und durch den vom Messerbalken erzeugten Luftstrom weggeschleudert bzw. aus der Gehäuseglocke geblasen, sie können dadurch in einem Grasfangkorb aufgesammelt werden. Die Möglichkeit des Mähens und Aufsammelns des Mähgutes in einem Arbeitsgang macht Sichelmäher besonders für den Einsatz in privaten Gärten beliebt, wo ein Zurücklassen als Mulch meist unerwünscht ist.
Der Großteil der handgeführten Rasenmäher sind Sichelmäher, sie werden aber auch bei Rasentraktoren und Aufsitzmähern eingesetzt. Bei Letzteren werden teilweise mehrere Messerbalken pro Gehäuse oder gar ganze  Mähwerke nebeneinander angeordnet, um eine größere Arbeitsbreite zu erreichen.
Ein ähnliches Funktionsprinzip wie Sichelmäher haben die in der Landwirtschaft eingesetzten Kreiselmäher.
Vorteile von Sichelmähern sind eine gute Flächenleistung und eine geringere Störungsanfälligkeit (etwa im Vergleich zum Spindelmäher, bei dem sich Fremdkörper wie Äste und Steine in der Spindel verkeilen können). Außerdem ist es möglich, den Abstand zwischen Mähwerk und Boden zu variieren und damit die Schnitthöhe zu verstellen. Bei handgeführten Rasenmähern erfolgt dies meist über eine Höhenverstellung der Räder, bei Aufsitzmähern oder Rasentraktoren wird das Mähwerk angehoben oder abgesenkt.
Nachteil gegenüber Spindel- und Balkenmähern ist ein ungenauerer und unsauberer Schnitt der Grashalme, da dieser bei Sichelmähern frei und nicht gegen ein Gegenmesser erfolgt.

## Ausführungen
- Benzin-Sichelmäher mit Zwei- oder Viertaktmotor sind leistungsstark und für große Flächen geeignet. Sie sind jedoch relativ laut und belasten z. T. auch durch ihre Abgase die Umgebung, weswegen ihr Einsatz in Siedlungsräumen oft Einschränkungen unterliegt.
- Elektro-Sichelmäher mit Netzbetrieb arbeiten leise und sind für Fläche von 50 bis 400 Quadratmeter gut geeignet, haben jedoch aufgrund des benötigten Stromkabels einen begrenzten Aktionsradius. Zudem besteht die Gefahr von Elektrounfällen, wenn das Kabel beim Überfahren beschädigt wird.
- Akku-Sichelmäher sind eine Unterart der Elektromäher haben dank eines von einem Akkumulator gespeisten Elektromotors einen freien Aktionsradius, jedoch nur eine begrenzte Laufzeit und eine geringere elektrische Leistung.
- Luftkissenmäher unterscheiden sich dadurch von den anderen Sichelmähern, dass ein Gebläserad Umgebungsluft ansaugt und diese anschließend unterhalb der Gehäuseglocke des Mähers herauspresst, wodurch er auf dem entstehenden Luftpolster gleitet und im Gegensatz zu einem herkömmlichen handgeführtem Sichelmäher keine Laufräder benötigt. Dadurch haben Luftkissenmäher vor allem Vorteile in Sachen Beweglichkeit gegenüber den herkömmlichen Varianten, weshalb sie bevorzugt in steilem oder verwinkeltem Gelände eingesetzt werden.

## Zubehör
Messer und Grasfangbox sind austauschbar, als Zubehör kann bei einigen Ausführungen ein Mulcheinsatz installiert werden.
Der Einsatz einer Absaugpumpe ist bei Benzin-Sichelmähern optional.
Umstritten ist als Zubehör die Kraftharke.

## Technische Daten
Typische technische Daten für handgeführte elektrische Sichelmäher mit Leitungsanschluss sind:
| el. Leistung               | 1000 bis 2000 Watt |
| Schnittbreite              | 30 bis 53 cm       |
| Schnitthöhe                | 20 bis 70 mm       |
| Reichweite bei Akkubetrieb | ca. 300–2500 m²    |

Typische technische Daten für handgeführte (unter Umständen mit zuschaltbarem Radantrieb) Benzin-Sichelmäher sind
| Leistung             | 1,6 bis 4,4 kW (2,2 bis 6 PS) |
| Schnittbreite        | 40 bis 56 cm                  |
| Schnitthöhe          | 20 bis 90 mm                  |
| Schallleistungspegel | 93 bis 98 dB                  |